# Platidèsmides
Els platidèsmides (Platydesmida, gr. platy, "pla" i desmos ,"enllaç") són un ordre de diplòpodes quilognats del clade Colobognatha. Algunes espècies practiquen la cura paterna, en què els mascles custodien els ous.

## Història natural

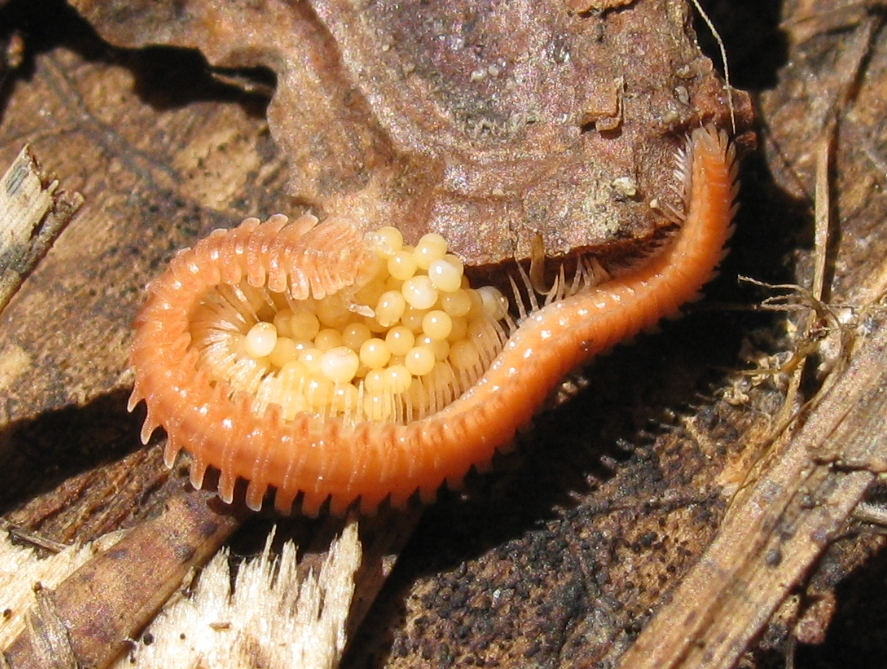
Un mascle de Brachycybe cuidant la posta.

Mentre que la majoria dels milpeus s’alimenten de fullaraca morta o en descomposició, els platidèsmides s'han especialitzats en alimentar-se amb fongs. Un altre tret peculiar és que els mascles d’algunes espècies s’enrotllen al voltant d’ous i cries, un rar exemple de cura paterna en artròpodes. Aquest comportament s'ha observat en espècies de Brachycybe d'Amèrica del Nord i Japó, i de Bazillozonium i Yamasinaium del Japó, tots pertanyen a la família Andrognathidae.

## Distribució
Els platidèsmides es presenten a Amèrica del Nord, Amèrica Central, la regió mediterrània d'Europa, Japó, Xina, sud-est asiàtic i Indonèsia.

## Taxonomia
L'ordre Platydesmida conté dues famílies i unes 60 espècies:
- Família Andrognathidae Cope, 1869
- Família Platydesmidae DeSaussure, 1860